# Cinta de carrosser

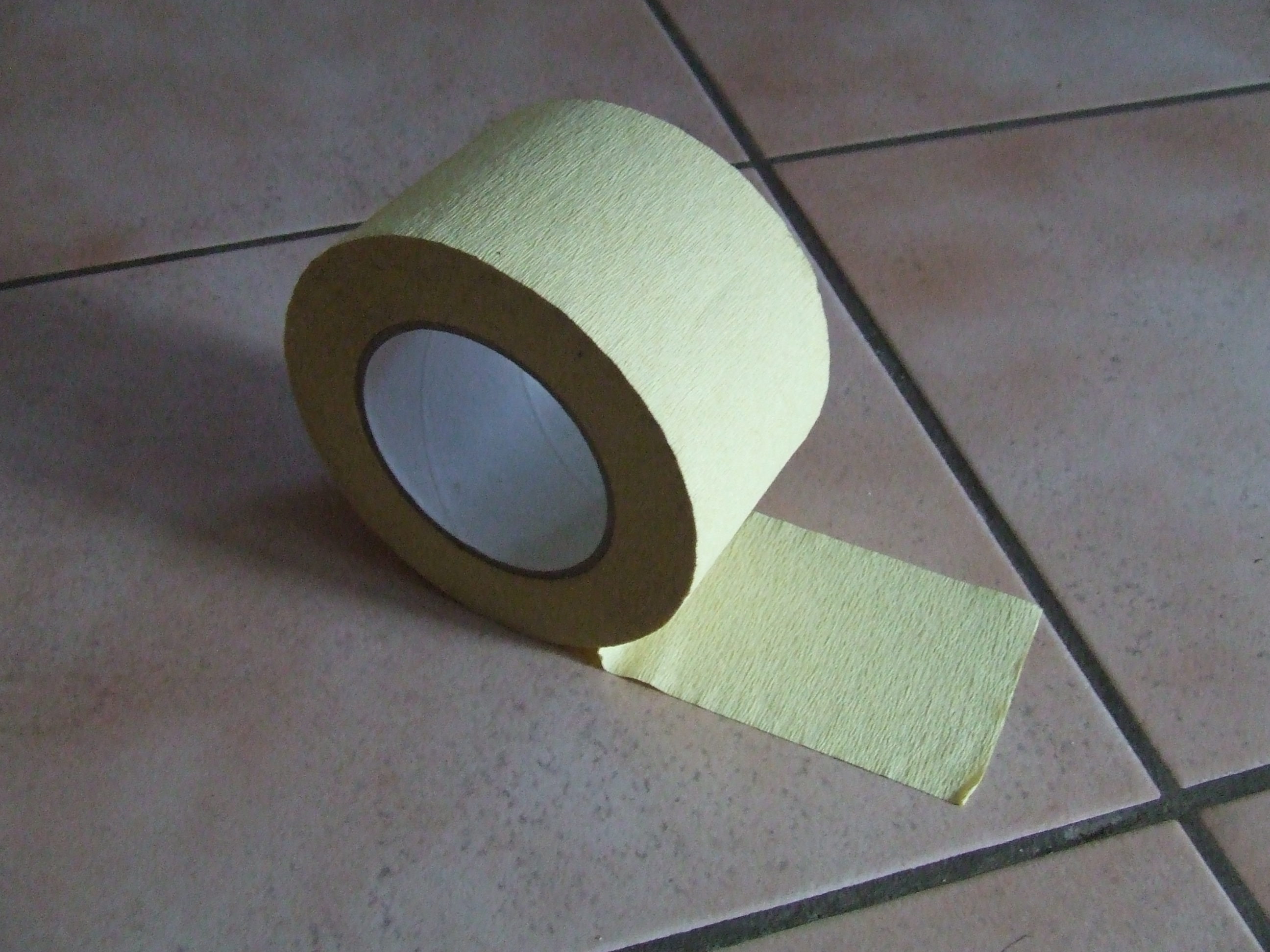
Cinta de carrosser

La cinta d'emmascarar, cinta de carrosser, cinta de pintor o cinta adhesiva protectora és un tipus de cinta adhesiva fabricada generalment amb paper, de fàcil despreniment i autoadhesiva.
S'usa principalment en treballs de pintura per emmascarar àrees que no han de ser pintades. El tipus d'adhesiu és un component clau, ja que permet que la cinta sigui fàcilment despresa sense deixar residus o danyar la superfície a la qual és aplicada. Es troba disponible al mercat en diverses resistències, classificades en una escala de l'1 al 100 segons la concentració de la cola i en diferents mides d'amplada.